# سنغسار (غلامان)
سنغسار (بالفارسية: سنگسار) هي قرية تقع في إيران في قسم غلامان الريفي. يقدر عدد سكانها بـ 534 نسمة .